# Einstein na pláži
Einstein na pláži (v anglickém originále Einstein on the Beach) je minimalistická opera Philipa Glasse z roku 1976.
Autorem hudby je americký skladatel Philip Glass, jenž je zároveň autorem libreta, do kterého si však vypůjčil texty od jiných autorů: Christophera Knowlese, Samuela M. Johnsona a Lucindy Childsové. Režii a design prvního provedení v roce 1976 zajistil Robert Wilson.

## Charakteristika
Jde o první a nejdelší Glassovu operu, její plná interpretace zabere pět hodin – divákům proto bylo umožněno na představení volně přicházet a odcházet. Stala se první částí volné „portrétní trilogie“, dalšími byly opery Satyagraha (1980) a Achnaton (1983).
Dílo bylo přijato veskrze kladně a společně s Adamsovým Nixonem v Číně jde o jednu z nejvlivnějších amerických oper dvacátého století.